# Coll del Pal
Coll del Pal är ett bergspass i Spanien, på gränsen till Frankrike.   Det ligger i regionen Katalonien, i den östra delen av landet, 600 km öster om huvudstaden Madrid. Coll del Pal ligger 981 meter över havet.
Terrängen runt Coll del Pal är huvudsakligen kuperad, men åt nordväst är den bergig. Coll del Pal ligger uppe på en höjd. Runt Coll del Pal är det ganska glesbefolkat, med 29 invånare per kvadratkilometer. Närmaste större samhälle är Portbou, 19,4 km öster om Coll del Pal. I omgivningarna runt Coll del Pal växer i huvudsak blandskog.